# Gymnosporia divaricata
Gymnosporia divaricata är en benvedsväxtart som beskrevs av Baker. Gymnosporia divaricata ingår i släktet Gymnosporia och familjen Celastraceae. Inga underarter finns listade.